# 2796 Kron
2796 Kron este un asteroid din centura principală, descoperit pe 13 martie 1980 de Edward Bowell.